# Elizabeth Mueni
Elizabeth Mueni (ur. 28 grudnia 1991) – kenijska lekkoatletka specjalizująca się w biegu na 3000 metrów z przeszkodami.
W 2008 roku została wicemistrzynią świata juniorek. W kolejnym sezonie wygrała mistrzostwa Afryki juniorów. 
Rekord życiowy: 9:33,49 (3 lipca 2009, Oslo). 

## Osiągnięcia
| Rok  | Impreza                     | Miejsce   | Pozycja    | Wynik   |
| ---- | --------------------------- | --------- | ---------- | ------- |
| 2008 | Mistrzostwa świata juniorów | Bydgoszcz | 2. miejsce | 9:36,50 |
| 2009 | Mistrzostwa Afryki juniorów | Bambous   | 1. miejsce | 9:58,55 |